# Emlingen
Emlingen  es una localidad y comuna francesa, situada en el departamento de Alto Rin, en la región  de Alsacia.

## Demografía
| 160 | 178 | 177 | 171 | 227 | 270 |
| Para los censos de 1962 a 1999 la población legal corresponde a la población sin duplicidades (Fuente: INSEE [Consultar]) |     |     |     |     |     |